# Carrer de les Eres (Juià)
El Carrer de les Eres és un carrer de Juià (Gironès) que forma part de l'Inventari del Patrimoni Arquitectònic de Catalunya.

## Descripció
A continuació del carrer de la Mosca hi ha el pont que salva la riera de Juià i tot seguit hi ha un pas cobert amb volta de canó conegut com el carrer de les Heres. Les arcades són de pedra ben escairada i els murs i la volta estan formats per pedres irregulars fent fileres. A sobre trobem un porxo cobert per bigues de fusta, sostingut per columnes de pedra que es recolza a la casa del costat.